# Новая Жизнь (Рязанская область)
Новая Жизнь — поселок в Шиловском районе Рязанской области в составе Шиловского городского поселения.

## Географическое положение
Поселок Новая Жизнь расположен на Окско-Донской равнине на правом берегу реки Тырница в 7 км к северо-востоку от пгт Шилово. Расстояние от поселка до районного центра Шилово по автодороге — 9,5 км.
К западу от поселка на берегу реки Тырницы — Титина Гора; к западу, северу и востоку расположены небольшие лесные массивы (урочища Крутов, Куцкое, Чистый Лес). Ближайшие населенные пункты — деревня Ванчур, села Борок, Березово и Ирицы.

## Население
По данным переписи населения 2023 г. в поселке Новая Жизнь постоянно проживают 9 чел. (в 1992 — 21 чел.).

## Происхождение названия
Название поселка достаточно любопытно и знаково. Оно относится к начальному периоду советской власти, когда в стране шло массовое переименование и образование новых населенных пунктов с «революционными» названиями. Октябрь 1917 г. породил невероятное множество любопытных, в некотором роде фантастических, порой нелепых, но отвечающих духу нового времени названий. К этому типу относится и название поселка Новая Жизнь.

## История
19 апреля 2006 г., на основании постановления Рязанской областной Думы, поселок Новая Жизнь был передан из Тереховского сельского округа в состав Шиловского городского поселения.

## Транспорт
Основные грузо- и пассажироперевозки осуществляются автомобильным транспортом: вблизи северной окраины поселка проходит автомобильная дорога регионального значения Р125: «Ряжск — Касимов — Нижний Новгород». В 1 км к югу от поселка находится остановочный пункт «Разъезд Тырница» железнодорожной линии «Рязань — Пичкиряево» Московской железной дороги.